# Titanoeca nigrella
Espèce
Synonymes
- Amaurobius nigrellus Chamberlin, 1919

Titanoeca nigrella est une espèce d'araignées aranéomorphes de la famille des Titanoecidae.

## Distribution
Cette espèce se rencontre aux États-Unis en Californie, au Nevada, en Arizona, au Nouveau-Mexique, au Texas, en Louisiane, au Kansas, au Colorado, au Wyoming, au Dakota du Nord, au Montana, en Idaho, en Oregon et au Washington et au Canada en Colombie-Britannique, en Alberta, en Saskatchewan et au Manitoba,.

## Description
Les mâles mesurent de 3,5 à 7,0 mm et les femelles de 5,0 à 8,0 mm.

## Publication originale
- Chamberlin, 1919 : New Californian spiders. Journal of Entomology and Zoology, Claremont, vol. 12, p. 1-17.